# Schultesianthus leucanthus
Schultesianthus leucanthus là loài thực vật có hoa trong họ Cà. Loài này được (Donn. Sm.) Hunz. miêu tả khoa học đầu tiên năm 1977.